# Manfred von Richthofen
Manfred von Richthofen (Freiherr Manfred Albrecht von Richthofen) (n. 2 mai 1892,  „Breslau” azi Wrocław – d. 21 aprilie 1918, la Vaux-sur-Somme, Franța), a fost un pilot de elită german și tactician briliant al luptelor aeriene din primul război mondial. Un adevărat as al duelurilor aviatice, a doborât în timpul războiului cele mai multe avioane de vânătoare inamice. A fost supranumit de germani „Der Rote Baron” (Baronul roșu) - deoarece zbura frecvent cu un avion de culoare roșie, aceeași poreclă („Baronul roșu”) fiind folosită și de englezi. Francezii l-au intitulat însă „Le Diable Rouge“ (Demonul roșu).

## Date biografice
Manfred Albrecht Freiherr von Richthofen, s-a născut la data de 2 mai 1892 în Breslau, (azi Polonia), el fiind al doilea fiu, din cei patru copii ai ofițerului de cavalerie Albrecht Freiherr von Richthofen (1859-1920) și a Kunigundei născută „von Schickfus și Neudorff” (1868-1962). El a fost unul din urmașii mareșalului prusac renumit Leopold von Anhalt-Dessau. Surorile și frații lui Manfred au fost Lothar (1894-1922), Bolko (1903–1971) și Elisabeth, numită Ilse (1890–1963). La vârsta de 9 ani familia se mută la Schweidnitz (azi Świdnica, Voievodatul Silezia de Jos). Tânărul Manfred se interesează din fragedă copilărie de călărie și vânătoare. In anul 1911 se înrolează ca și cadet în regimentul unu de ulani din Prusia, „Regiment Kaiser Alexander III. von Russland”.

## Perioada războiului
La izbucnirea primului război mondial el a fost ca ofițer pe ambele fronturi de est și de vest. Manfred von Richthofen este fascinat de aviație, el va fi însărcinat în 1915 ca observator și culegerea datelor cu privire la rezultatele bombardamentelor al aviației germane pe frontul de est. Ulterior va urma cursul de pilot, ca în 1916 să piloteze un avion din escadronul „ Jagdstaffel (Jasta) 2”, fiind sub comanda lui Oswald Boelcke. Primul lui raid a avut loc la 17 septembrie 1916 asupra orașului Cambrai din Franța. Manfred von Richthofen a fost un strateg iscusit care a preluat de la instructorul său cu succes așanumitul „Dicta Boelcke” tactica militară în arta zborului care prescria:

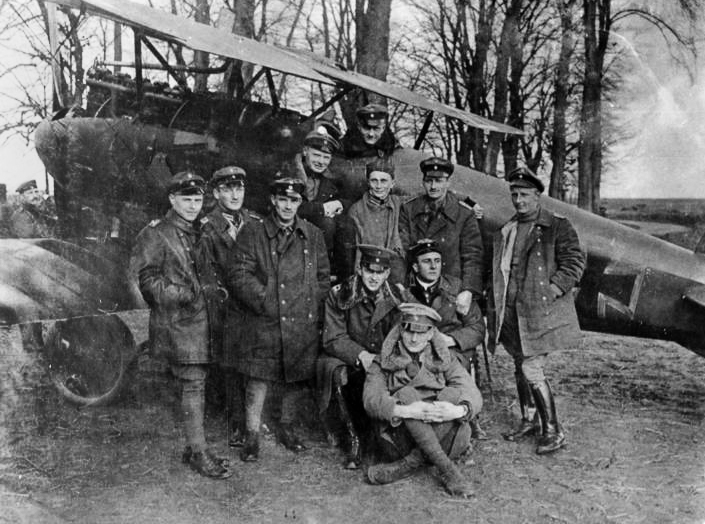
Escadronul Baronului roşu

1. asigură-ți avantajele de partea ta ca - viteză de zbor - înălțime - poziție în așa fel că întotdeauna în timpul atacului să ai soarele în spate care orbește adversarul.
2. dacă ai început un atac du-l până la sfârșit.
3. trage cu mitraliera numai atunci când îl ai clar în vizor și în apropiere pe adversar
4. nu lăsa niciodată adversarul din ochi
5. când ești atacat în picaj nu fugi ci zboară în întâmpinarea lui
6. nu intra pe teritoriu inamic, riști în timpul luptei să fii împușcat de pe pământ
7. atacul să fie efectuat în principiu numai grupat, o grupă fiind formată din 4 - 6 avioane

Aceste principii l-au ajutat pe Manfred să ajungă un as în arta zborului, printre piloții inamici doborâți de el se numără câteva nume renumite ca englezul Lanoe Hawker. După raidul 18 Manfred este decorat cu ordinul Pour le Mérite ce mai înaltă distincție militară prusacă. După moartea piloților germani în 1916 „Max Immelmann” și „Oswald Boelcke”, Manfred von Richthofen este primul pe lista piloților germani, se spune că englezii ar fi pus un premiu de 8.000 de lire sterline pentru cel care reușește să-l doboare și să-i captureze avionul. In lunile când Manfred are sub comanda escadronul „Jasta 11”, englezii suferă pierderi însemnate: numai Manfred doborât 20 de avioane inamice. Escadronul lui a avut un aport însemnat la pierderile din aprilie 1917 lună numită de britanici „bloody april“ (sângeroasa aprilie). Media de supraviețuire a unui pilot englez scăzând de la 295 la 92 ore de zbor. Sub comanda lui Manfred sunt puse 4 escadroane, escadronul 4, 6, 10 și 11. In iulie 1917 Manfred a fost rănit grav la cap, și trebuie să aterizeze forțat, fiind pentru o perioadă scurtă orb, această rană de care nu s-a vindecat niciodată a lăsat urme.

## Moartea Baronului roșu
Se spune că avionul lui roșu ar fi devenit legendar, fiind considerat de unii un avion care nu poate fi doborât. La 21 aprilie 1918 are loc o luptă aeriană cu escadronul 209 RAF, condus de canadianul „Arthur Roy Brown”. Manfred von Richthofen urmărea avionul inamic a lui „Wilfrid May”, iar canadianul vine în ajutorul lui May. În focul luptei, Manfred von Richthofen nu va respecta unul din punctele dictonului instructorului său de a nu trece pe teritoriul inamic. El va fi omorât de o împușcătură care a fost controversată, cauza controversei fiind cui îi revine cinstea de a reușit doborârea „Baronului roșu”, aviatorului canadian sau artileriei antiaeriene australiene. Azi dovezile atestă faptul că Manfred von Richthofen a murit din cauza unei hemoragii interne cauzată de o împușcătură de jos, de la sol.
La 21 aprilie 1918 a fost îmormântat de britanici cu tot onorul militar, lucru care reflecta respectul acordat pilotului căzut, care în timpul carierei sale militare a avut 80 de victorii confirmate în luptele aeriene.